# Fator biótico
Em ecologia, chamam-se fatores bióticos (AO 1945: factores bióticos) todos os efeitos causados pelos organismos em um ecossistema, que condicionam as  populações que o formam. 
Por exemplo, a existência de uma espécie em número suficiente para assegurar a alimentação de outra condiciona a existência e a saúde desta última. Muitos dos fatores bióticos podem traduzir-se nas relações ecológicas que se podem observar num ecossistema, tais como a predação, o parasitismo ou a competição.
Os seres vivos também interagem com alguns fatores abióticos podendo afetar o ecossistema de uma determinada região, como no caso dos castores construindo diques num rio, o que vai alterar o seu fluxo.